# Bochlewo Drugie
Bochlewo Drugie – wieś w Polsce, w województwie wielkopolskim, w powiecie konińskim, w gminie Kazimierz Biskupi.
Do 2023 miejscowość była częścią wsi Bochlewo.
W latach 1975–1998 Bochlewo Drugie administracyjnie należało do województwa konińskiego.